# Gregorio Prieto
Gregorio Prieto Muñoz (Valdepeñas, 2 de mayo de 1897-Valdepeñas, 14 de noviembre de 1992) fue un pintor español asociado a la generación del 27.

## Biografía
Era el octavo hijo de Ciriaco Prieto y Bautista de Vivar, un ebanista que al parecer tenía estudios de arquitectura, y de Froilana Muñoz y Sánchez Molero, propietarios de un gran bazar en Valdepeñas. Cuando el futuro pintor contaba dos años falleció su madre, y el padre se volvió a casar con Tadea Solance, por la que Gregorio tuvo siempre el afecto debido a una madre auténtica. A los cuatro años empieza a dibujar y luego hace acuarelas. La familia se traslada a Madrid cuando Gregorio contaba apenas siete años de edad; allí el padre abre una ebanistería.
Su devoción a la pintura no fue aprobada por su autoritario padre, que lo matriculó de Ingeniería de Caminos en la Escuela Industrial de Madrid, donde no aguantó más de tres años. Prieto dibujaba y hacía acuarelas a escondidas y, a escondidas de su padre, se inscribió en la Escuela de artes y oficios, donde tuvo por profesor a Marceliano Santamaría. En 1915, sin decírselo a su padre, supera el difícil examen de ingreso de la Academia de Bellas Artes de San Fernando y el padre asumió al fin la vocación de su hijo, que obtuvo numerosas becas, como la que le concedieron en la Escuela de Pintores del Paular o la que le dio la Diputación de Ciudad Real en 1920; además realizó sus primeras exposiciones en Barcelona y Madrid. Su primera exposición individual tuvo lugar en el Ateneo de Madrid en 1919. Entre sus profesores estuvo Julio Romero de Torres y en los cursos conoció a la escritora Rosa Chacel, que estudiaba escultura, y además a Timoteo Pérez Rubio, José Frau y Joaquín Valverde.
En Madrid conoce hacia 1922 al poeta Rafael Alberti, también pintor, con quien mantiene temprana correspondencia y al que hace dos retratos, y a Luis Cernuda. En abril de 1924 conocería a Federico García Lorca, a quien retrataría en varias ocasiones, y a Vicente Aleixandre. En 1925 se traslada a París para ampliar sus estudios. Es en este periodo cuando tiene sus primeros contactos con el Cubismo y las corrientes surrealistas. Durante su estancia en Francia realiza varias exposiciones y en 1926 participa en la Bienal de Venecia y en el Salón de los Independientes de París. En 1928 vuelve a España para solicitar la beca de estudios en la Academia Española de Bellas Artes de Roma. Su solicitud será aceptada y estudiará en Italia durante varios años. Allí, siendo director de la Academia Valle-Inclán, completará su formación, realizando varias exposiciones, colaborando con el postista Eduardo Chicharro Briones y relacionándose con De Pisis, Filippo Tommaso Marinetti, Carlo Carrà, Giorgio De Chirico, Alberto Moravia, etc.
Numerosos viajes por Italia, Grecia y Egipto le harán centrarse en un tema que desarrollará más adelante, la arquitectura griega. Sus cuadros se pueblan de marineros e iconografía homoerótica. Después de recorrer muchos países europeos, donde realiza numerosas exposiciones, incluso en Groenlandia, y tras una breve estancia en España, consigue refugiarse en Inglaterra al estallar la guerra civil española. 
Decide fijar su residencia en Londres donde vivirá hasta 1949. Durante esta etapa convivirá con el poeta Luis Cernuda, con el que además pasará dos vacaciones en Oxford, que aprovecha para dibujar a los remeros. Su afición por el dibujo cobrará más importancia pero no dejará de lado la pintura ya que los paisajes marcarán la mayor parte de su obra. En 1935 se organiza una importante exposición en París donde las pinturas de Prieto se muestran al lado de otras de Pablo Picasso, Joan Miró, Juan Gris o Salvador Dalí, entre otros. Realiza los decorados de La Zapatera Prodigiosa de Lorca y de Canción de Cuna de Gregorio Martínez Sierra, aparte de colaborar en la BBC como crítico de arte y acentuar su actividad como ilustrador gráfico. Sobresalió como retratista (Winston Churchill, Miguel de Unamuno, Federico García Lorca, José Ortega y Gasset, Ramón Gómez de la Serna, Anthony Eden, Antonio Machado, Alexander Fleming, Greta Garbo, Alfonso XIII de España, Pilar Primo de Rivera, el duque de Alba, Bette Davis, Luis Cernuda, etc. También son célebres sus dibujos, de un cálido erotismo. En 1945, participa, junto a Chicharro, Carlos Edmundo de Ory y Sernesi, en el lanzamiento del postismo, nuevo movimiento de vanguardia. Su regreso a España da inicio a un periodo decisivo para la promoción de su obra, en el que también escribe numerosos artículos. Potencia en ese momento el paisaje, con temas españoles, sobre todo castellanos y del pasado español.
Ilustró numerosos libros, entre ellos ediciones dedicadas a Shakespeare, John Milton y Cernuda, y los poemarios Mundo a solas de Vicente Aleixandre y Poesía de hoy en España. A Gregorio Prieto debe España la conservación de los últimos molinos de viento de La Mancha, como fundador de la Asociación de Amigos de los Molinos, habiendo intervenido también en la conservación de molinos de Mallorca, Alicante, Andalucía, Murcia, etcétera. En premio a esta labor, el ayuntamiento de Valdepeñas, lugar natal del poeta, construyó en un molino de viento, el mayor del mundo, un museo que lleva su nombre, y a su lado construyó un museo sobre los molinos. «El pintor de los molinos», como se le llamó, tuvo desde 1981, una intensa vinculación con Malanquilla (Zaragoza), a donde acudió en numerosas ocasiones para visitar su molino de viento y animar a su reconstrucción, invitado por la Asociación Cultural «Miguel Martínez del Villar», que le nombró miembro de honor. El Ayuntamiento de Malanquilla, por su parte, le reconoció con el título de hijo adoptivo en 1982. Fruto de esta especial relación, la localidad conserva una obra firmada y dedicada del artista, que a su vez, donó otra al Museo Camón Aznar de Zaragoza.
A partir de 1970, recibe importantes reconocimientos, que culminan con la Medalla de Oro al Mérito en las Bellas Artes (1982), la Medalla de Oro de la Junta de Comunidades de Castilla-La Mancha, la inauguración del Museo de la Fundación Gregorio Prieto y el nombramiento de Académico Honorario de la Real Escuela de Bellas Artes de San Fernando (1990). Murió a los 95 años de edad en su localidad natal a causa de una trombosis. Está enterrado en el cementerio de dicha localidad.
En febrero de 2024, el Ayuntamiento de Madrid dedicó una placa conmemorativa al pintor Gregorio Prieto en la fachada del edificio ubicado en la Avenida General Perón número 13 de Madrid. En este lugar, Prieto tuvo su residencia y estudio durante más de veinticinco años. En ella se puede leer el siguiente texto: "En este edificio vivió y tuvo su estudio Gregorio Prieto Muñoz (1897-1992), pintor de la Generación del 27".

## Fundación Gregorio Prieto
La Fundación Gregorio Prieto fue constituida por el propio pintor en la Cueva-Prisión de Cervantes, en Argamasilla de Alba, el 12 de marzo de 1968 mediante documento notarial por el que quedó adscrita al Ministerio de Educación y Ciencia, luego Ministerio de Cultura.
Goza de reconocimiento por el Estado de entidad jurídico-privada con fines de interés general. Su órgano de gobierno es el Patronato, encargado de la difusión y conservación de la obra artística de Gregorio Prieto, de sus manuscritos, correspondencia y otros textos, y de promover actividades culturales. Desde su constitución, la Fundación Gregorio Prieto tiene su domicilio social en Madrid. La Fundación organiza y promueve, entre otras actividades, el Certamen de Dibujo Gregorio Prieto que a partir del año 2013 en su edición número XXII, se viene celebrando con carácter bienal.
La Fundación Gregorio Prieto adquirió en Valdepeñas una casa para ubicar el Museo de la Fundación Gregorio Prieto, que fue inaugurado por el rey Juan Carlos I el 19 de febrero de 1990. En dicho museo, abierto al público, puede verse gran parte de la obra del artista manchego. En mayo de 2022, tras dos años de una profunda reforma del edificio y de la disposición de la colección permanente, el museo adquiere el nombre de Museo Gregorio Prieto.

## Obra literaria
- Prieto, Gregorio (1972). Lorca y su mundo angélico. Madrid: Organización Sala Editorial.
- Prieto, Gregorio (1951). Por tierras de Ysabel La Católica.Óleos, dibujos y texto por Gregorio Prieto. Madrid: Editorial Plenitud.
- Prieto, Gregorio (1953). La Mancha de Don Quijote Pintada por Gregorio Prieto. Ediciones de la Revista Clavileño.
- Prieto, Gregorio (1958). Los Molinos. Temas españoles, nº 382. Madrid: Publicaciones Españolas.
- Prieto, Gregorio (1949). Poesía en línea. Colección Adonais, volumen LIII. Prólogo de Vicente Aleixandre (Primera edición). Madrid: Ediciones Rialp.
- Prieto, Gregorio (1962). El libro de Gregorio Prrieto. Colección El David, 5. Escelicer, s.a.
- Prieto, Gregorio (1950). Eduardo Rosales. Madrid: Afrodisio Aguado, s.a.
- Prieto, Gregorio (1969). Lorca en color. Madrid: Editora Nacional.
- Prieto, Gregorio (1977). Lorca y la generación del 27. Madrid: Editorial Biblioteca Nueva.
- Prieto, Gregorio (1966). Molinos (Primera edición). Madrid: Editora Nacional.
- Prieto, Gregorio (1955). Por tierras de Extremadura. Óleos, dibujos y texto por Gregorio Prieto. Madrid: Editorial Plenitud.
- Prieto, Gregorio (1985). Verso en línea. Valdepeñas: Ediciones del Excelentísimo Ayuntamiento de Valdepeñas.
- Prieto, Gregorio (1990). Reflexiones y recuerdos. Real Academia de Bellas Artes de San Fernando. Valdepeñas: Fundación Gregorio Prieto.
- Prieto, Gregorio (1982). La Biblia. Alicante: Galería y Ediciones Rembrandt.
- Prieto, Gregorio (1939).  Alexander Morning Ltd., ed. Garcia Lorca as a Painter (en inglés). Londres: The De La More Press.
- Prieto, Gregorio (1949).  Afrodisio Aguado, ed. Dibujos de García Lorca (1955 Segunda edición). Madrid.
- Prieto, Gregorio (1949). Toro-Mujer. Colección Entretén nº 1. Prefacio de Carlos Edmundo de Ory. Barcelona: Ediciones Cobalto.
- Prieto, Gregorio (1951). Macho-Machungo. Colección Entretén nº 2. Prefacio de Eduardo Chicharro Briones. Madrid: Clan, Librería-Club.
- Prieto, Gregorio (1951). Niño-Mosca. Colección Entretén nº 3. Prefacio de Ángel Crespo. Madrid: Clan, Librería-Club.
- Prieto, Gregorio (1951). Doña Berenguela estatua viva. Colección Entretén nº 4. Madrid: Clan, Librería-Club.
- Prieto, Gregorio (1949). Federico García Lorca. Siete poemas y dos dibujos inéditos. Con cuatro ilustraciones del pintor Gregorio Prieto. Cuadernos Hispanoamericanos (Separata del nº 10). Madrid: Ediciones Cultura Hispánica.
- Prieto, Gregorio (1954). El Toro. Colección Artistas Nuevos. Madrid: Clan, Librería-Club.
- Prieto, Gregorio (1954). El molino de Gregorio Prieto en Valdepeñas. Colección “El Molino”, vol. 1. Madrid: Ediciones Ínsula.
- Prieto, Gregorio (1958). Homenaje a Juan Ramón Jiménez. Santander: Universidad Internacional Menéndez Pelayo.
- Prieto, Gregorio (1961). Lorca Zeichnungen (en alemán). Zurich: Verlag der Arche.
- Prieto, Gregorio (1961). Líneas sobre la vida de Zurbarán en homenaje y desagravio. Diputación Provincial de Badajoz, Institución de Servicios Culturales.
- Prieto, Gregorio (1963). Arboleda encontrada de una adolescencia perdida. Madrid-Palma de Mallorca.
- Prieto, Gregorio (1979). 13 dibujos de Lorca. Texto de Gregorio Prieto. Consejo Superior de Investigaciones Científicas.
- Prieto, Gregorio (1981). Cernuda en línea. Textos, dibujos y óleos de Gregorio Prieto. Poesías de Luis Cernuda. Madrid: Editorial Biblioteca Nueva.

## Obra gráfica
- Paintings and Drawings. With an Introduction by Luis Cernuda. London: The Falcon Press, 1947, cuarto mayor: 11 páginas de introducción y 47 láminas, una de ellas impresa en color.
- Prieto, Gregorio (1931).  Manuel Altolaguirre, ed. Cuerpos. Palabras entre líneas. París: Ediciones de "Poesía".
- Prieto, Gregorio (1933). Hommage à l´aurigue de Delphes (en francés).
- Prieto, Gregorio (1935). Matelots. Douze dessins de Gregorio Prieto. Éditions G. L. M, Paris.
- Prieto, Gregorio (1936).  Thomas Harris, ed. An English Garden.  Seven drawings by Gregorio Prieto and a poem by Ramón Pérez de Ayala (en inglés). Londres.
- Prieto, Gregorio (1938). Students. Oxford&Cambridge. Twenty Drawings by Gregorio Prieto (en inglés). Londres: The Dolphin Bookshop Editions.
- Prieto, Gregorio (1957). Nostalgia. Colección “Los artistas grabadores” (Volumen 1957-1958). Contiene un comentario-poema de Juan Ramírez de Lucas.
- Prieto, Gregorio (1978). Cervantes. Alicante: Rembrandt – Ediciones.
- Prieto, Gregorio (1949). Sevilla. Doce dibujos de Gregorio Prieto. Colección Gregorio Prieto, 1. Madrid: Ediciones Ínsula.
- Prieto, Gregorio (1949). Poetas ingleses. Siete pinturas de Gregorio Prieto. Colección Gregorio Prieto, 2. Madrid: Ediciones Ínsula.
- Prieto, Gregorio (1949). Grecia: Seis pinturas y seis dibujos de Gregorio Prieto. Colección Gregorio Prieto, 3. Madrid: Ediciones Ínsula.
- Prieto, Gregorio (1950). La Mancha. Seis pinturas y seis dibujos de Gregorio Prieto. Colección Gregorio Prieto, 4. Madrid: Ediciones Ínsula.
- Prieto, Gregorio (1950). Once poetas españoles. Seis pinturas y cinco dibujos de Gregorio Prieto. Colección Gregorio Prieto, 5. Madrid: Ediciones Ínsula.
- Prieto, Gregorio (1950). Tarragona. Seis pinturas y seis dibujos de Gregorio Prieto. Colección Gregorio Prieto, 6. Madrid: Ediciones Ínsula.
- Prieto, Gregorio (1950). Dominicos. Doce dibujos de Gregorio Prieto. Colección Gregorio Prieto, 7. Madrid: Ediciones Ínsula.
- Prieto, Gregorio (1956). Granada. Quince dibujos de Gregorio Prieto. Colección Gregorio Prieto, 8. Madrid: Ediciones Ínsula.
- Prieto, Gregorio (1957). Madrid. Quince dibujos y una pintura de Gregorio Prieto. Colección Gregorio Prieto, 9. Madrid: Ediciones Ínsula.
- Prieto, Gregorio (1960). Castillos españoles en Italia. Diez dibujos y dos pinturas de Gregorio Prieto. Madrid: Ediciones Ínsula.
- Prieto, Gregorio (1960). Santander. Madrid: Ediciones Ínsula.
- Prieto, Gregorio (1961). Bélgica y España. Doce dibujos y un retrato de Fabiola, por Gregorio Prieto. Colección Gregorio Prieto, 12. Madrid: Ediciones Ínsula.